# Piotr Ruiz de los Paños y Ángel
Piotr Ruiz de los Paños y Ángel, (hiszp.) Pedro Ruiz de los Paños y Ángel (ur. 18 września 1881 w Morze, zm. 23 lipca 1936 w Toledo) – błogosławiony prezbiter, ofiara prześladowań antykatolickich okresu hiszpańskiej wojny domowej, zamordowany z nienawiści do wiary (łac) odium fidei i uznany przez Kościół katolicki za męczennika, członek Bractwa Kapłanów Robotników od Serca Jezusa, założyciel Zgromadzenia Uczennic Jezusa.

## Życiorys
W czasie studiów wstąpił do założonego przez późniejszego błogosławionego Emanuela Domingo y Sol kapłańskiego Stowarzyszenia Robotników Diecezjalnych, którego celem było aktywizowanie środowisk robotniczych do powołań kapłańskich i formacja seminaryjna. Po otrzymaniu sakramentu święceń kapłańskich (9 kwietnia 1905 roku) apostolat realizował wypełniając obowiązki w seminariach duchownych. Od 1905 do 1912 roku pracował w Maladze, Jaén i Badajoz jako prefekt kleryków, a po skierowaniu do Sewilli pełnił funkcję ekonoma. W Palencii powołany został na stanowisko rektora. Również w Rzymie kierował Papieskim Kolegium Hiszpańskim, a w okresie trwania Czerwonego terroru w Hiszpanii, od 1933 roku był przełożonym generalnym w Stowarzyszeniu Robotników Diecezjalnych. Od 1934 pracował nad powołaniem żeńskiego Zgromadzenia Uczennic Jezusa, m.in. tworząc jego konstytucję, zajmującego się apostolatem powołaniowym. W momencie wybuchu hiszpańskiej wojny domowej, od 16 lipca przebywał w Toledo, gdzie zakładał dom dla utworzonego przez siebie zgromadzenia. 23 lipca został aresztowany, razem z księdzem Józefem Sala Picó i stracony przez rozstrzelanie w toledańskim parku Paseo del Tránsito, na terenie dzielnicy żydowskiej.
1 października 1995 roku papież Jan Paweł II, w czasie mszy świętej na Placu Świętego Piotra w Watykanie dokonał beatyfikacji grupy 45 męczenników wojny domowej w Hiszpanii w której znalazł się Piotr Ruiz de los Paños y Ángel wraz z ośmioma towarzyszami, członkami Bractwa Kapłanów Robotników od Serca Jezusa.
Szczególnym miejscem kultu Piotra Ruiza de los Paños y Ángela jest Archidiecezja Valladolid, zaś miejscem pochówku jest „Casa Gra.l Díscipulas de Jesús” w Valladolid, a atrybutem męczennika jest palma.
W Kościele katolickim wspominany jest w dies natalis (23 lipca).